# Jakub Ludvík Sobieski
Jakub Ludvík Sobieski, plným jménem polsky Jakub Ludwik Henryk Sobieski (2. listopadu 1667, Paříž, Francie – 19. prosince 1737, Žovkva) byl polský princ a kníže olavský, pretendent polského trůnu. Pocházel z polského rodu Sobieských.
Byl synem polského krále Jana III. a Marie Kazimíry d’Arquien. Jeho manželka Hedvika Alžběta Amálie Falcko-Neuburská byla sestrou třetí manželky císaře Leopolda I., Eleonory. V roce 1691 dostal zástavou za půjčku císaři výnosy z Olavska, které držel až do své smrti roku 1737. Přestože zde nedržel vládu, nechal se titulovat jako kníže olavský.
Po smrti otce roku 1696 usiloval o polský trůn, místo něj byl však zvolen saský kurfiřt August II. Jakub Ludvík se však nevzdával a i nadále zůstal pretendentem polského trůnu. V tomto snažení ho podporoval švédský král Karel XII., který byl s augustovským Polskem ve válce. Proto byl dne 27. února 1704 na cestě z Oławy do Polska u Vratislavi unesen spolu se svým bratrem Konstantinem saským oddílem. Poté byl až do roku 1706 držen v zajetí v saské pevnosti Königstein.
S manželkou Hedvikou Alžbětou Amálií Falcko-Neuburskou (1673–1722) měl pět dcer. Z nich se do historie zapsala Marie Klementýna, manželka jakobitského pretendenta anglického trůnu Jakuba Františka Stuarta.